# Hexatoma albitarsis
Hexatoma albitarsis là một loài ruồi trong họ Limoniidae. Chúng phân bố ở miền Tân bắc.